# Diogo Guzmán
Diogo Agustín Guzmán (Lomas de Zamora, 29 novembre 2005) è un calciatore argentino, centrocampista del Montevideo City Torque.

## Carriera

### Club
È cresciuto nel settore giovanile del Talleres (RdE), con cui ha debuttato il 14 febbraio 2022 nell'incontro di Primera B Metropolitana pareggiato 2-2 contro l'Argentino (Q). Il 3 maggio 2024 ha segnato il gol decisivo del 2-1 nell'incontro di Copa Argentina contro il Racing Club, causando l'eliminazione a sorpresa del club biancoazzurro dalla competizione.
Il 2 agosto seguente è stato ceduto a titolo definitivo al Montevideo City Torque, con cui conquista una promozione dalla seconda alla prima divisione uruguaiana, nella quale poi esordisce nel 2025.

### Nazionale
Ha giocato nella nazionale argentina Under-17.

## Statistiche

### Presenze e reti nei club
Statistiche aggiornate al 7 marzo 2025.
| Stagione            | Squadra                | Campionato          | Campionato | Campionato | Coppe nazionali | Coppe nazionali | Coppe nazionali | Coppe continentali | Coppe continentali | Coppe continentali | Altre coppe | Altre coppe | Altre coppe | Totale | Totale | Totale |
| Stagione            | Squadra                | Comp                | Pres       | Reti       | Comp            | Pres            | Reti            | Comp               | Pres               | Reti               | Comp        | Pres        | Reti        | Pres   | Reti   |        |
| ------------------- | ---------------------- | ------------------- | ---------- | ---------- | --------------- | --------------- | --------------- | ------------------ | ------------------ | ------------------ | ----------- | ----------- | ----------- | ------ | ------ | ------ |
| 2022                | Talleres (RdE)         | PBM                 | 23         | 0          | CA              | 0               | 0               | -                  | -                  | -                  | -           | -           | -           | 23     | 0      |        |
| 2023                | Talleres (RdE)         | PBM                 | 20         | 0          | CA              | 0               | 0               | -                  | -                  | -                  | -           | -           | -           | 20     | 0      |        |
| 2024                | Talleres (RdE)         | PBN                 | 17         | 1          | CA              | 1               | 1               | -                  | -                  | -                  | -           | -           | -           | 18     | 2      |        |
| Totale Talleres (R) | Totale Talleres (R)    | Totale Talleres (R) | 60         | 1          |                 | 1               | 1               |                    | -                  | -                  |             | -           | -           | 61     | 2      |        |
| 2024                | Montevideo City Torque | SD                  | 14         | 1          | CU              | 2               | 0               |                    | -                  | -                  |             | -           | -           | 16     | 1      |        |
| 2025                | Montevideo City Torque | PD                  | 5          | 0          | CU              | 0               | 0               | -                  | -                  | -                  |             | -           | -           | 5      | 0      |        |
| Totale carriera     | Totale carriera        | Totale carriera     | 79         | 2          |                 | 3               | 1               |                    | -                  | -                  |             | -           | -           | 82     | 2      |        |